# Código ATC N06
O Código ATC N06 (Psicoanalépticos) é um subgrupo terapêutico da classificação ATC (Anatomical Therapeutic Chemical Classification System), um sistema de códigos alfanuméricos desenvolvido pela Organização Mundial da Saúde (OMS) para classificar medicamentos e outros produtos médicos. O subgrupo N06 faz parte do grupo anatômico N (sistema nervoso).
Os códigos para uso veterinário (códigos ATCvet) podem ser criados colocando a letra Q antes do código ATC para uso humano: por exemplo, QN06. Os códigos ATCvet sem os códigos ATC humanos correspondentes são citados com a letra Q inicial nessa lista.    

## N06AAntidepressivos

### N06AAInibidores de recaptação de monoaminanão seletivos
N06AA01 Desipramina
N06AA02 Imipramina
N06AA03 Óxido de imipramina
N06AA04 Clomipramina
N06AA05 Opipramol
N06AA06 Trimipramina
N06AA07 Lofepramina
N06AA08 Dibenzepina
N06AA09 Amitriptilina
N06AA10 Nortriptilina
N06AA11 Protriptilina
N06AA12 Doxepina
N06AA13 Iprindol
N06AA14 Melitraceno
N06AA15 Butriptilina
N06AA16 Dosulepina
N06AA17 Amoxapina
N06AA18 Dimetacrina
N06AA19 Amineptina
N06AA21 Maprotilina
N06AA23 Quinupramina

### N06ABInibidores seletivos de recaptação da serotonina
N06AB02 Zimelidina
N06AB03 Fluoxetina
N06AB04 Citalopram
N06AB05 Paroxetina
N06AB06 Sertralina
N06AB07 Alaproclato
N06AB08 Fluvoxamina
N06AB09 Etoperidona
N06AB10 Escitalopram

### N06AFInibidores da monoamina oxidase, não seletivos
N06AF01 Isocarboxazida
N06AF02 Nialamida
N06AF03 Fenelzina
N06AF04 Tranilcipromina
N06AF05 Iproniazida
N06AF06 Iproclozida

### N06AGInibidores da monoamina oxidase A
N06AG02 Moclobemida
N06AG03 Toloxatona

### N06AX Outros antidepressivos
N06AX01 Oxitriptano
N06AX02 Triptofano
N06AX03 Mianserina
N06AX04 Nomifensina
N06AX05 Trazodona
N06AX06 Nefazodona
N06AX07 Minaprina
N06AX08 Bifemelano
N06AX09 Viloxazina
N06AX10 Oxaflozano
N06AX11 Mirtazapina
N06AX12 Bupropiona
N06AX13 Medifoxamina
N06AX14 Tianeptina
N06AX15 Pivagabina
N06AX16 Venlafaxina
N06AX17 Milnaciprano
N06AX18 Reboxetina
N06AX19 Gepirona
N06AX21 Duloxetina
N06AX22 Agomelatina
N06AX23 Desvenlafaxina
N06AX24 Vilazodona
N06AX25 Hypericum perforatum
N06AX26 Vortioxetina
N06AX27 Escetamina (formulações nasais indicadas para transtornos depressivos maiores. As formulações parenterais são classificadas em N01AX14.)
QN06AX90 Selegilina

## N06BPsicoestimulantes, agentes utilizados paraTDAHenootrópicos

### N06BASimpaticomiméticosde atuação central
N06BA01 Anfetamina
N06BA02 Dexanfetamina
N06BA03 Dextrometanfetamina
N06BA04 Metilfenidato
N06BA05 Pemolina
N06BA06 Fencamfamin
N06BA07 Modafinil
N06BA08 Fenozolona
N06BA09 Atomoxetina
N06BA10 Fenetilina
N06BA11 Desmetilfenidato
N06BA12 Lisdexamfetamina
N06BA13 Armodafinil
N06BA14 Solriamfetol

### N06BC Derivados daxantina
N06BC01 Cafeína
N06BC02 Propentofilina

### N06BX Outros psicoestimulantes e nootrópicos
N06BX01 Meclofenoxato
N06BX02 Piritinol
N06BX03 Piracetam
N06BX04 Deanol
N06BX05 Fipexida
N06BX06 Citicolina
N06BX07 Oxiracetam
N06BX08 Pirisudanol
N06BX09 Linopirdina
N06BX10 Nizofenona
N06BX11 Aniracetam
N06BX12 Acetilcarnitina
N06BX13 Idebenona
N06BX14 Prolintano
N06BX15 Pipradrol
N06BX16 Pramiracetam
N06BX17 Adrafinil
N06BX18 Vinpocetina
N06BX21 Tetrametilglicoluril
N06BX22 Fenibuto

## N06C Psicolépticos e psicanalépticos em combinação

### N06CA Antidepressivos em combinação com psicolépticos
N06CA01 Amitriptilina e psicolépticos
N06CA02 Melitraceno e psicolépticos
N06CA03 Fluoxetina e psicolépticos

## N06D Drogas anti-demência

### N06DAAnticolinesterases
N06DA01 Tacrina
N06DA02 Donepezila
N06DA03 Rivastigmina
N06DA04 Galantamina
N06DA05 Ipidacrina
N06DA52 Donepezila e memantina
N06DA53 Donepezila, memantina e fólio de Ginkgo

### N06DX Outros medicamentos anti-demência
N06DX01 Memantina
N06DX02 Fólio de Ginkgo
N06DX30 Combinações